# Isa (colonia griega)

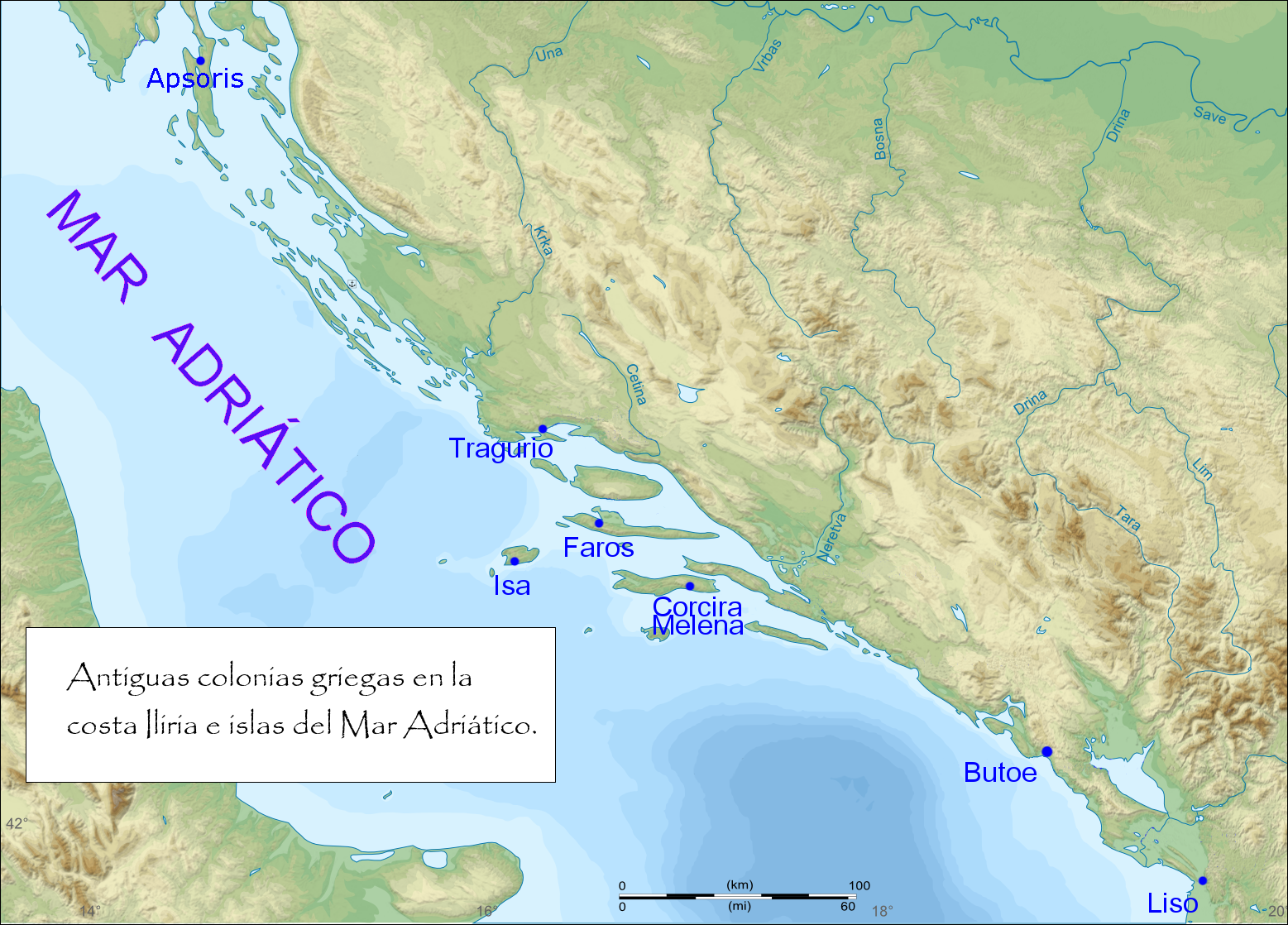
Mapa de las antiguas colonias griegas en Iliria e islas del Mar Adriático con la ubicación de Isa.

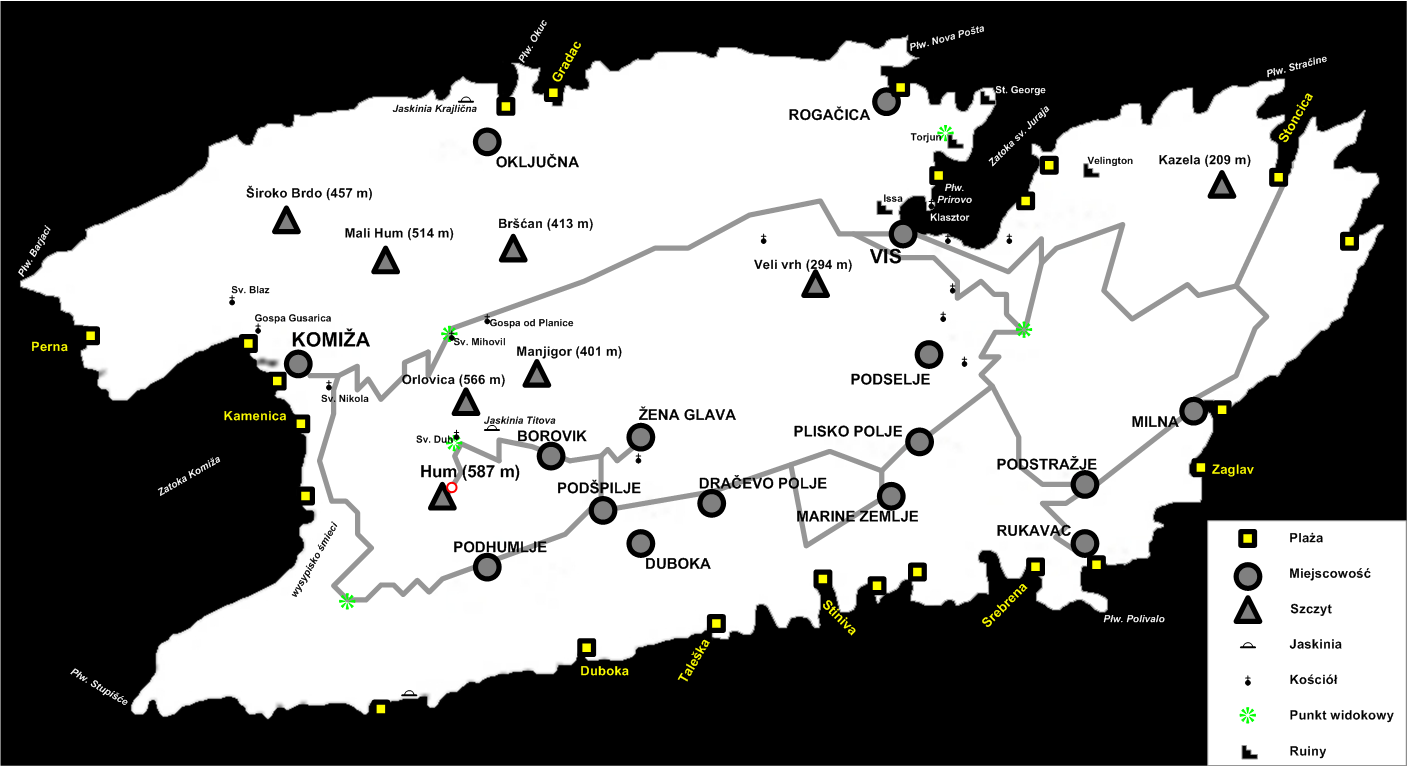
Mapa de la isla de Vis, donde se aprecia la situación de las ruinas de Isa junto a la ciudad actual de Vis.

Isa (en griego, Ἴσσα) fue una colonia griega de una isla del Mar Adriático. Actualmente la isla, en territorio de Croacia, se llama Vis. Isa se encontraba en la parte norte de la isla.
Pseudo-Escimno dicen que había sido fundada por colonos de Siracusa.
Se conserva un decreto que se ha fechado en torno al año 300 a. C. en el que se dictan leyes de una nueva fundación realizada por habitantes de Isa de la ciudad de Corcira Negra en la isla vecina que tenía su mismo nombre. Además, según Estrabón, la isla de Tragurio fue colonizada por los iseos.
Se conservan monedas de bronce de Isa fechadas desde el siglo IV a. C.

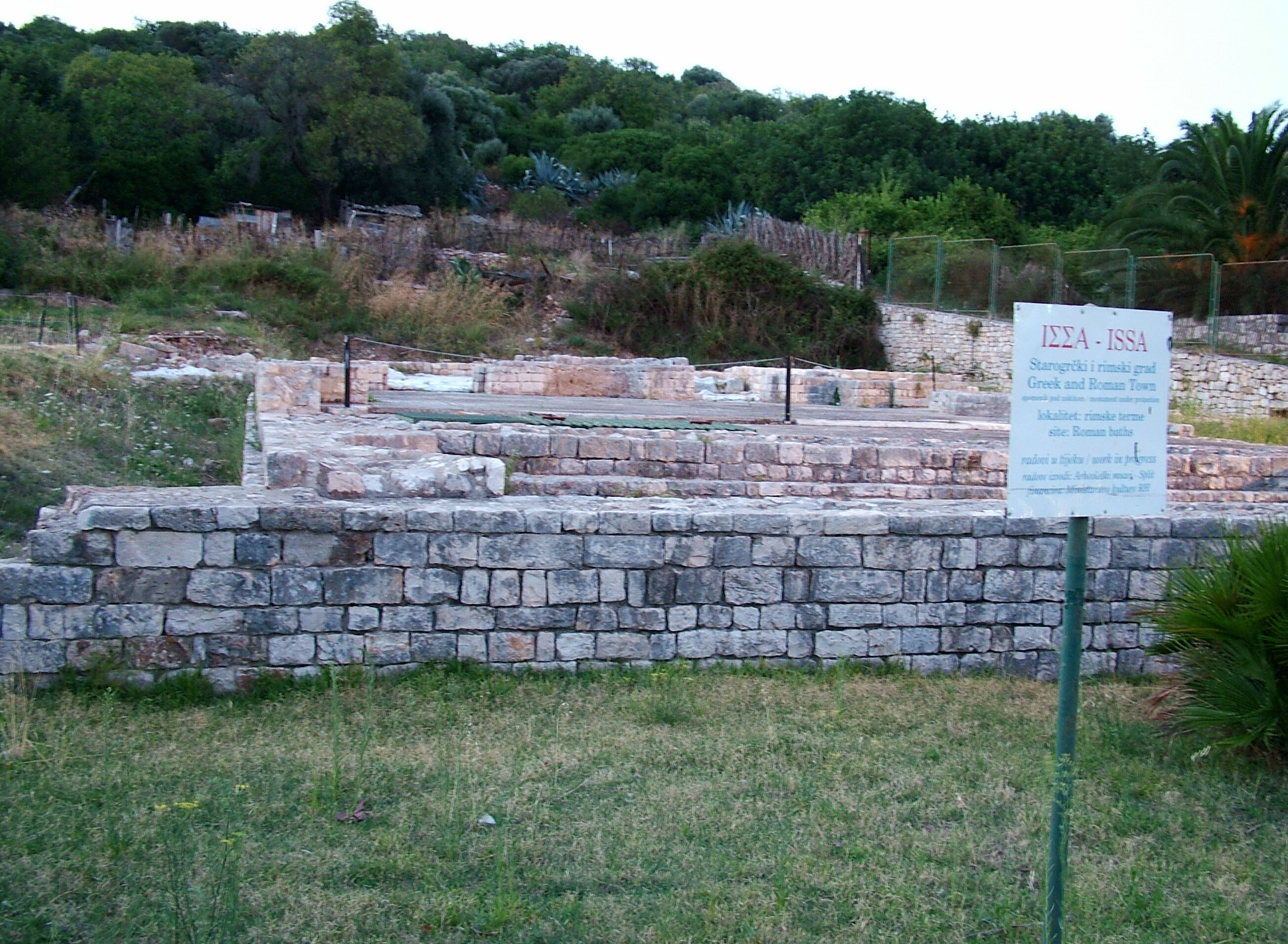
Restos de la antigua ciudad de Isa.